# Лаго Браго (Болоња)
Лаго Браго (итал. Lago Brago) је насеље у Италији у округу Болоња, региону Емилија-Ромања.
Према процени из 2011. у насељу је живело 35 становника. Насеље се налази на надморској висини од 626 м.